# Il ponte dei Sospiri (film 1940)
Il ponte dei Sospiri è un film del 1940 diretto da Mario Bonnard.
Il soggetto è basato sull'omonimo romanzo di Michel Zevaco, ambientato nella Venezia del XVI secolo.

## Trama
Nel 1538, dopo la disfatta della flotta cristiana guidata da Andrea Doria nella battaglia navale di Preveza contro i turchi ottomani di Khayr al-Dīn, detto il Barbarossa, Rolando Candiano torna amareggiato a Venezia, dove i suoi avversari tramano per screditarne l'immagine. Rolando è innamorato di Eleonora Grado, la figlia del nuovo doge, che pur appartenendo ad una famiglia rivale dei Candiano, ricambia il suo amore. La loro relazione è ostacolata da Imperia, la ex amante di Rolando, decisa a riconquistarlo.
Durante una festa, Imperia invita Rolando ad entrare di nascosto nella sua stanza. Sorpresa dal marito Pietro Davila, che per gelosia vorrebbe ucciderla, Imperia è costretta involontariamente a pugnalarlo durante la colluttazione. Il conte Negroni, nemico di Rolando, approfitta dell'occasione per farlo incolpare dell'omicidio con la connivenza di Imperia. Una volta tolto di mezzo il rivale, gli è facile conquistare la mano di Eleonora Grado, con il favore del padre.
Condannato e imprigionato, Rolando fugge dai Piombi, con l'aiuto di Scalabrino, tuffandosi in un canale dal ponte dei Sospiri. Spacciandosi per gondoliere riesce a parlare con Eleonora e a convincerla della sua innocenza. Eleonora supplica Imperia di confessare il suo reato. Imperia si reca dal doge e finalmente racconta la verità sull'omicidio per legittima difesa. Il doge libera Rolando e lo nomina comandante del contingente veneziano nella nuova guerra contro i turchi. Eleonora si dichiara pronta ad attendere il suo ritorno per coronare il loro amore.

## Produzione
La pellicola è stata girata negli stabilimenti della Scalera Film di Roma.

### Altri tecnici
- Arredatore: Umberto Paolini
- Aiuto regista: Camillo Apolloni
- Direttore di produzione: Cesare Zanetti
- Ispettore di produzione: Franco Magli
- Fonico: Piero Cavazzuti
- Registrazione sonora: RCA Photophone

## Distribuzione
La pellicola venne distribuita nelle sale cinematografiche italiane il 18 giugno del 1940.

## Accoglienza
In base ai dati disponibili, Il ponte dei Sospiri sarebbe stato il film di maggior successo di pubblico in Italia del 1940, con quasi 9 milioni di lire dell'epoca d'incasso.

## Opere correlate
Il romanzo di Zevaco era già stato trasposto al cinema all'epoca del muto con l'omonimo film diretto da Domenico Gaido nel 1921; a seguito di questa versione di Bonnard, verrà trasposto al cinema in Italia per altre due volte: nel 1952 con la pellicola diretta da Antonio Leonviola e nel 1964 con il film diretto a quattro mani da Carlo Campogalliani e Piero Pierotti.